# Khan Academy
Khan Academy é uma organização sem fins lucrativos fundada por Salman Khan. Com a missão de proporcionar uma educação gratuita e de alta qualidade para todos, em qualquer lugar, oferece uma coleção grátis de vídeos de matemática, medicina e saúde, economia e finanças, física, química, biologia, ciência da computação, entre outras matérias.

## História
A ONG começou em 2008 quando Salman Khan ensinava matemática para um de seus primos na internet. Após algum tempo, o outro primo de Khan começou a usar o serviço de ensino dele. Com muitos pedidos, ele começou a fazer videos e publicá-los no Youtube. 
Os comentários positivos acabaram por fazer Khan sair de seu trabalho em 2009 para focar exclusivamente em tutoriais (a partir desse momento sobre o nome de Khan Academy). Ele também fundou em 15 de Setembro de 2014, a Khan Lab School, uma escola que está sitiada em Mountain View, Califórnia.
O site é gratuito graças ao apoio financeiro da Fundação Gates, Google, Fundação Lemann e outros, atingindo mais de 70 milhões de usuários registrados em 190 países.

## Khan Academy no Brasil
No Brasil, os vídeos da plataforma foram inicialmente traduzidos para o português brasileiro pela Fundação Lemann, para servir como ferramenta de ensino em escolas brasileiras para ensinar matemática. No dia 18 de janeiro de 2014 foi lançado o site em modo beta.  
Atualmente a Khan Academy possui escritório em São Paulo e um time brasileiro para administrar as operações locais e para a produção de conteúdo alinhados com a Base Nacional Comum Curricular. No Brasil, a plataforma possui mais de 3,8 milhões de usuários, entre alunos, pais e professores, além de contar com um projeto de parcerias com Secretarias de Educação.
Em Portugal, a plataforma e os vídeos estão a ser traduzidos para o português europeu pela Fundação Altice Portugal.